# گیراندازی الکترون

گیراندازی الکترون (EC) با تلاشی بتا مثبت (β+) همواره رقابت می‌کند.

گیراندازی الکترون (به انگلیسی: Electron Capture) فرایندیست هسته‌ای که در آن الکترونی از لایه‌های پایین تر (K, L, M) جذب هسته گردیده (K محتمل‌ترین است) و پروتون به نوترون تبدیل می‌گردد. در این میان یک نوترینو ساطع گردیده و اگر الکترون گیرانداخته شده از لایهٔ K باشد، این فرایند موجب بروز پرتو ایکس مشخصه از مدار بالاتر یا گاهی یک الکترون اوژه می شود.
این فرایند را می‌توان به صورت زیر نمایش داد:
{\displaystyle \mathrm {p} ^{+}+\mathrm {e} ^{-}\rightarrow \mathrm {n} +{\nu }_{e}\,}
به‌طور نمونه: 
| {\displaystyle \mathrm {{}_{13}^{26}Al} +\mathrm {e} ^{-}\rightarrow \mathrm {{}_{12}^{26}Mg} +{\nu }_{e}} |
| {\displaystyle \mathrm {{}_{28}^{59}Ni} +\mathrm {e} ^{-}\rightarrow \mathrm {{}_{27}^{59}Co} +{\nu }_{e}} |
| {\displaystyle \mathrm {{}_{19}^{40}K} +\mathrm {e} ^{-}\rightarrow \mathrm {{}_{18}^{40}Ar} +{\nu }_{e}} |
این فرایند غالباً در هسته‌هایی رخ می‌دهد که کاستی نوترون یا ازدیاد پروتون دارند٫ و با تلاشی بتای مثبت (β+) رقابت دارد.
در صورت ساطع شدن الکترون اوژه، انرژی الکترون اوژه ساطع شده برابر با انرژی پرتو ایکس مشخصه منهای انرژی بستگی الکترون می‌باشد.
رادیوایزوتوپ‌های مهم گیراندازی الکترون در پزشکی هسته‌ای عبارت‌اند از: Ga-67, In-111, I-123, I-125، و Tl-201.

## وب‌گاه
- Jefferson Lab: Electron Capture